# Wilhelm Anderson

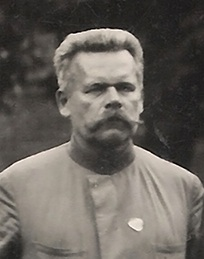
Wilhelm Anderson

Wilhelm Robert Karl Anderson (Minsk, 28 ottobre 1880 – Międzyrzecz, 26 marzo 1940) è stato un astrofisico tedesco, che studiò la struttura fisica delle stelle.